# Smith & Wesson Governor
O Smith & Wesson Governor é um revólver de ação simples/dupla (SA/DA), de cano curto (2,75 polegadas), ele é um "Z-frame" (uma "N-frame" alongada com empunhadura de "K-frame") com quadro em liga leve de escândio ou estrutura de aço inoxidável.

## Projeto
Semelhante ao Taurus Judge, o S&W Governor pode disparar cartuchos de espingarda .410 de 2,5 polegadas, .45 Colt e .45 ACP (com o uso de moon clips, fornecidos devido à falta de aro nos cartuchos da pistola automática).
As miras traseiras são fixas; semelhantes aos encontrados no pequeno "J-Frame" .38 Special e .357 Magnum, bem como nos revólveres "K-frame" de serviço de tamanho médio. As miras frontais nos modelos padrão e a Crimson Trace fornece uma mira noturna de trítio com ajuste de deriva para correções de vento. Ele suporta seis cartuchos e, devido à seleção variada de cartuchos, pode ser carregado com qualquer combinação de cartuchos em uma "mistura de seis".
Para uma arma relativamente grande, o S&W Governor é muito leve (menos de 30 onças descarregado) devido às ligas usadas em sua construção.

## Modelos
Duas versões do S&W Governor são fabricadas, uma com "mira de ferro" e outra com com mira a laser "Crimson Trace".
Há também uma versão em aço inoxidável com miras de ferro abertas.